# Fosfor-33
Fosfor-33 of 33P is een radioactieve isotoop van fosfor. De isotoop komt van nature niet op Aarde voor.
Fosfor-33 ontstaat onder meer bij het radioactief verval van silicium-33.

## Radioactief verval
Fosfor-33 vervalt (met een halveringstijd van 25,336 dagen) tot de stabiele isotoop zwavel-33:
{\displaystyle {\ce {{^{33}_{15}P}->{^{33}_{16}S}+{e^{-}}+{\bar {\nu }}_{e}}}}
24P · 25P · 26P · 27P · 28P · 29P · 30P · 31P · 32P · 33P · 34P · 35P · 36P · 37P · 38P · 39P · 40P · 41P · 42P · 43P · 44P · 45P · 46P · 47P